# Ledra reclinata
Ledra reclinata är en insektsart som beskrevs av William Lucas Distant 1907. Ledra reclinata ingår i släktet Ledra och familjen dvärgstritar. Inga underarter finns listade i Catalogue of Life.